# Le Thor
Pour les articles homonymes, voir Thor (homonymie).
Le Thor est une commune française située dans le département de Vaucluse, en région Provence-Alpes-Côte d'Azur.
Ses habitants sont appelés les Thorois.

## Géographie
Le Thor est une ville de plaine bâtie entre deux bras de la rivière Sorgue dans la plaine agricole du Comtat Venaissin. Elle est située à 5 km à l'ouest de L'Isle-sur-la-Sorgue et à 20 km à l'est d'Avignon.
| Saint-Saturnin-lès-Avignon          |           | Velleron             |
| Jonquerettes Châteauneuf-de-Gadagne | Thor      |                      |
| Caumont-sur-Durance                 | Cavaillon | L'Isle-sur-la-Sorgue |

### Accès et transports
La gare TGV la plus proche est la gare d'Avignon TGV à 20 km. La commune est desservie par les sorties de l'autoroute A7 à Avignon Sud, Avignon Nord par Vedène ou Cavaillon. La gare du Thor située en centre-ville dessert par le TER la ligne Avignon Centre-Miramas.

### Relief

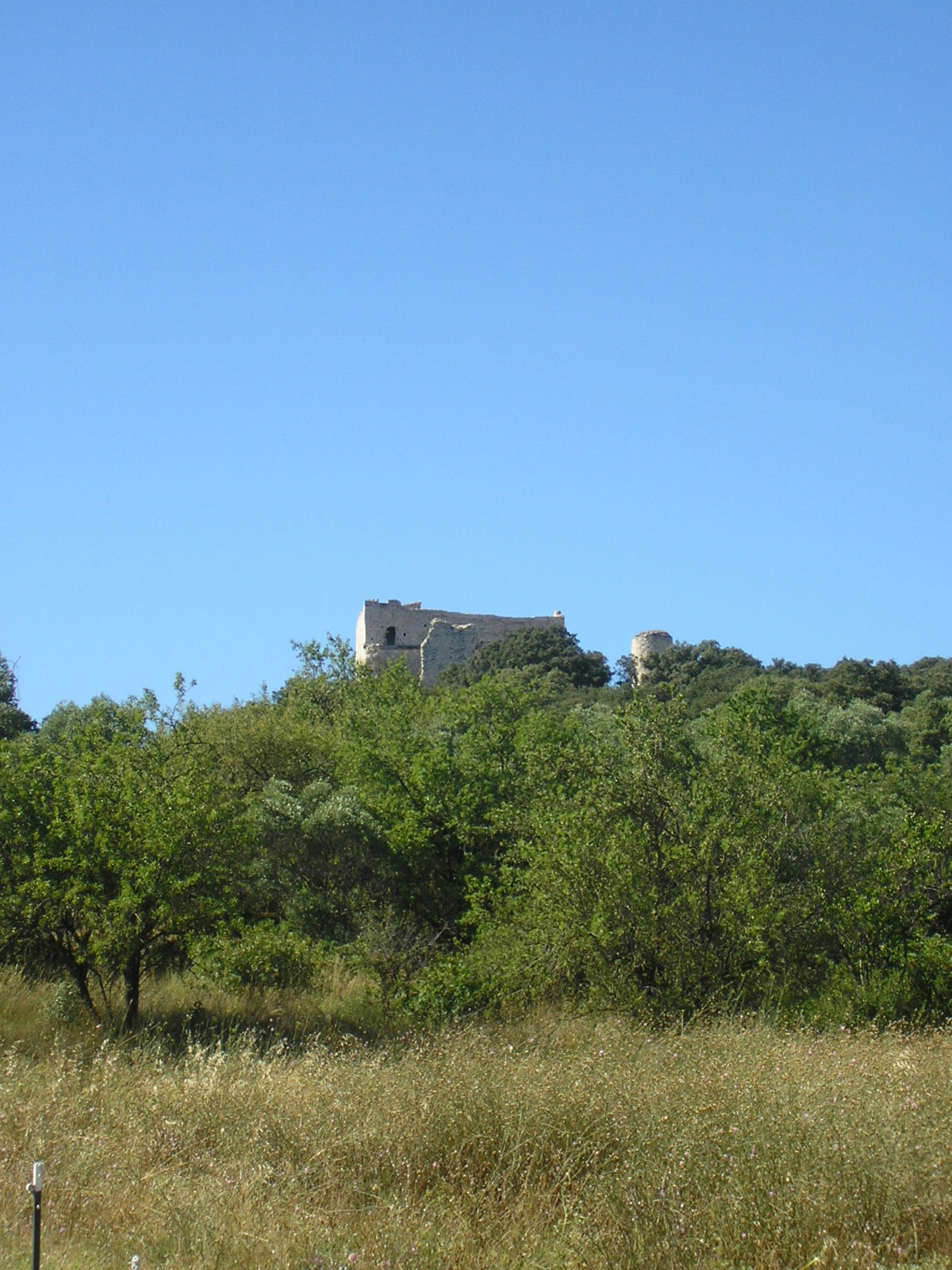
La colline de Thouzon.

La colline de Thouzon, sur laquelle s'élève le Château de Thouzon, ruines d'un monastère fortifié, a été occupée dès le Néolithique. C'est l'une des rares éminences de la plaine du Comtat Venaissin. De nombreux sentiers la parcourent, ce qui en fait un lieu de promenade. Le sommet culmine à 110 mètres d'altitude, soit 50 mètres au-dessus du niveau de la plaine. Au pied de la colline s'étend la plaine, limitée au nord par les Dentelles de Montmirail et le mont Ventoux, à l'est par le plateau de Vaucluse, tandis qu'au sud se détachent les massifs du Luberon et des Alpilles. En 1988, la colline de Thouzon a été classée zone naturelle d'intérêt écologique, faunistique et floristique.

### Géologie

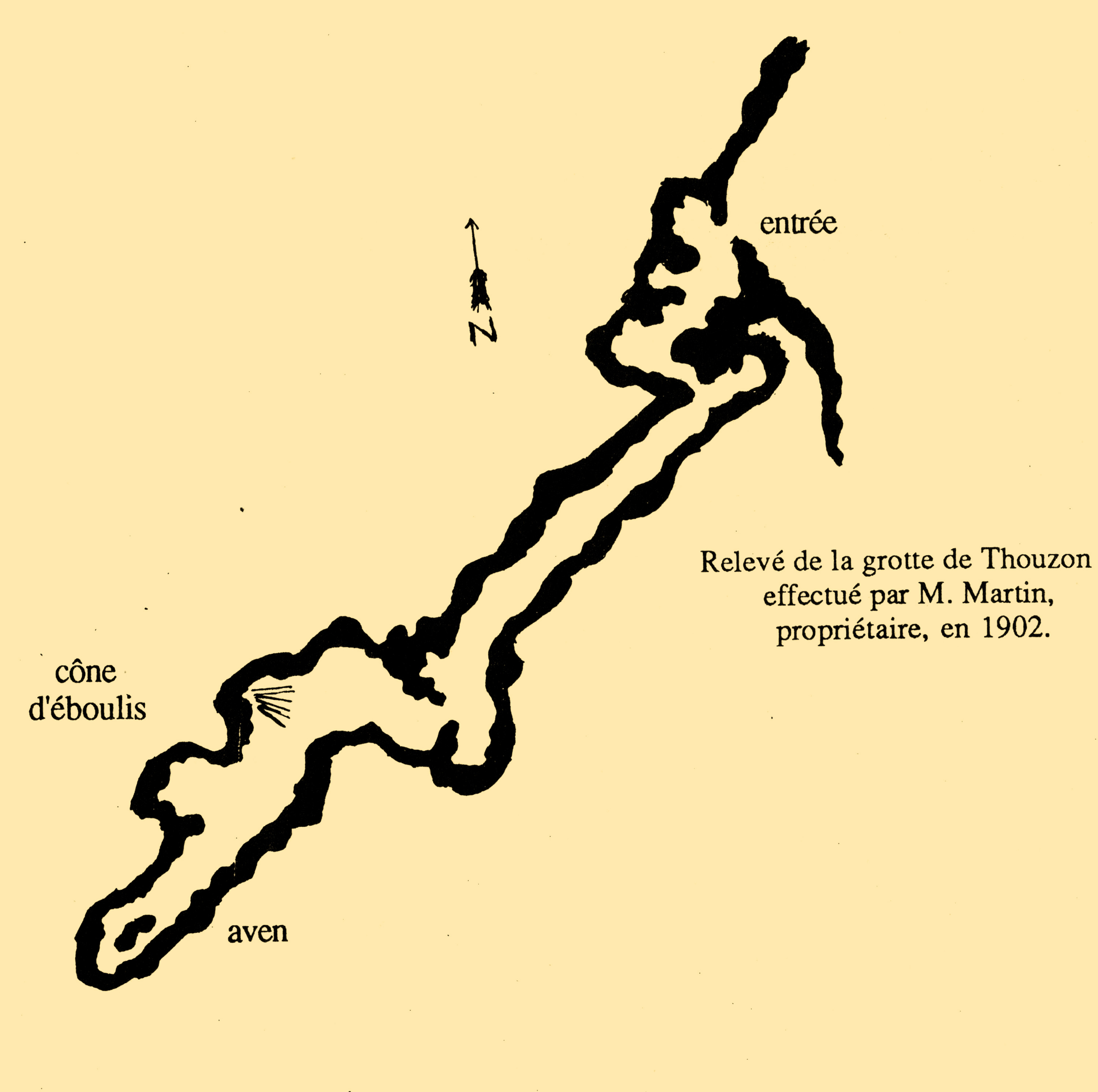
Premier relevé de la grotte de Thouzon, fait en 1902.

D'origine urgonnienne, la grotte de Thouzon, appelée aussi la grotte aux Fées, s'ouvre au pied de la colline de Thouzon. Elle a été découverte le 23 janvier 1902, par des ouvriers de la carrière de pierres. C'est la seule caverne naturelle aménagée pour le tourisme dans le département du Vaucluse. La cavité, de dimensions raisonnables (230 mètres de longueur), possède un concrétionnement très intense : stalactites, stalagmites, draperies, gours, perles de cavernes. Elle possède un intérêt géologique certain : cheminées d'équilibre, cône d'éboulis, diaclase colmatée, puits, méandres, rognon de silex.

### Hydrographie

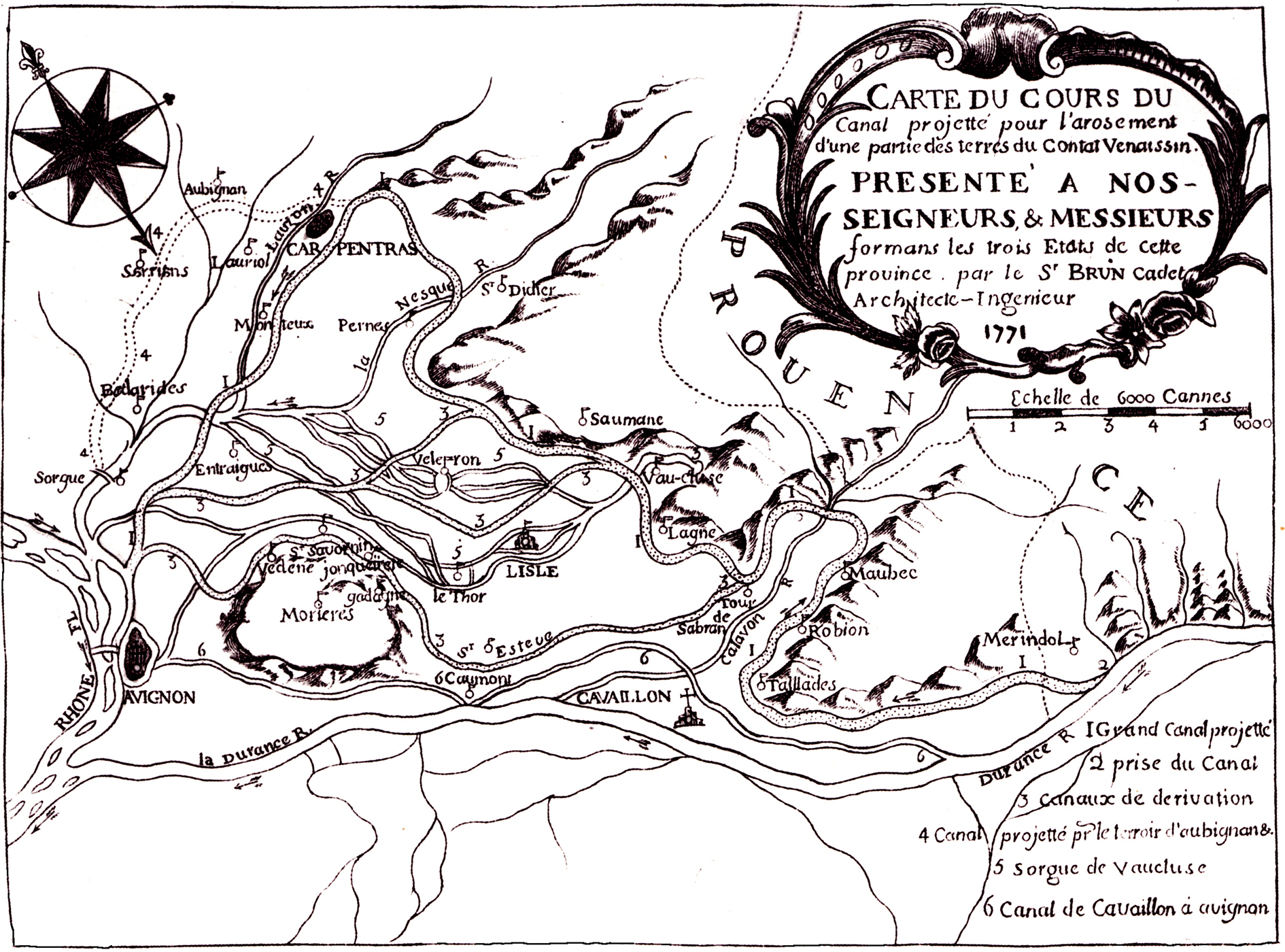
Carte de Brun cadet prévoyant « l'arrosement d'une partie des terres du Comtat Venaissin »
L'on peut y voir les bras des Sorgues qui entourent Le Thor.

La Sorgue est très présente sur le territoire de la commune qui se trouve dans la continuité de la commune de L'Isle-sur-la-Sorgue. Le canal Saint-Julien a été creusé au XVe siècle pour l'irrigation des cultures et sa prise d'eau est située à hauteur de la Roque-d'Anthéron dans les Bouches-du-Rhône entre Salon-de-Provence et Aix-en-Provence, et prend le nom de canal de Carpentras en entrant dans le Comtat Venaissin. Le principal ouvrage d'art est l'aqueduc de Fontaine-de-Vaucluse.

### Sismicité
Les cantons de Bonnieux, Apt, Cadenet, Cavaillon, et Pertuis sont classés en zone Ib (risque faible). Tous les autres cantons du département de Vaucluse, dont celui de l'Isle-sur-la-Sorgue auquel appartient la commune, sont classés en zone Ia (risque très faible). Ce zonage correspond à une sismicité ne se traduisant qu'exceptionnellement par la destruction de bâtiments.

### Climat
Pour des articles plus généraux, voir Climat de Provence-Alpes-Côte d'Azur et Climat de Vaucluse.
En 2010, le climat de la commune est de type climat méditerranéen franc, selon une étude du Centre national de la recherche scientifique s'appuyant sur une série de données couvrant la période 1971-2000. En 2020, Météo-France publie une typologie des climats de la France métropolitaine dans laquelle la commune est exposée à un climat méditerranéen et est dans la région climatique Provence, Languedoc-Roussillon, caractérisée par une pluviométrie faible en été, un très bon ensoleillement (2 600 h/an), un été chaud (21,5 °C), un air très sec en été, sec en toutes saisons, des vents forts (fréquence de 40 à 50 % de vents > 5 m/s) et peu de brouillards.
Pour la période 1971-2000, la température annuelle moyenne est de 14,1 °C, avec une amplitude thermique annuelle de 17,7 °C. Le cumul annuel moyen de précipitations est de 667 mm, avec 5,8 jours de précipitations en janvier et 2,6 jours en juillet. Pour la période 1991-2020, la température moyenne annuelle observée sur la station météorologique de Météo-France la plus proche, « Cabrières d'Avignon », dans la commune de Cabrières-d'Avignon à 13 km à vol d'oiseau, est de 14,0 °C et le cumul annuel moyen de précipitations est de 696,9 mm. 
La température maximale relevée sur cette station est de 43,2 °C, atteinte le 28 juin 2019 ; la température minimale est de −15,2 °C, atteinte le 7 janvier 1985,,.
Les paramètres climatiques de la commune ont été estimés pour le milieu du siècle (2041-2070) selon différents scénarios d'émission de gaz à effet de serre à partir des nouvelles projections climatiques de référence DRIAS-2020. Ils sont consultables sur un site dédié publié par Météo-France en novembre 2022.

#### Relevés météorologiques
Selon Météo-France, le nombre par an de jours de pluies supérieures à 2,5 litres par mètre carré est de 45 et la quantité d'eau, pluie et neige confondues, est de 660 litres par mètre carré. Les températures moyennes oscillent entre 0 et 30 °C selon la saison. Le record de température depuis l'existence de la station de l'INRA est de 40,5 °C lors de la canicule européenne de 2003 le 5 août (et 39,8 °C le 18 août 2009) et −12,8 °C le 5 janvier 1985. Les relevés météorologiques ont lieu à l'Agroparc d'Avignon.
| Mois                              | jan. | fév. | mars | avril | mai  | juin | jui. | août | sep. | oct. | nov. | déc. | année |
| --------------------------------- | ---- | ---- | ---- | ----- | ---- | ---- | ---- | ---- | ---- | ---- | ---- | ---- | ----- |
| Température minimale moyenne (°C) | 2    | 3    | 6    | 8     | 12   | 15   | 18   | 18   | 14   | 11   | 6    | 3    | 9,6   |
| Température moyenne (°C)          | 6    | 7,5  | 11   | 13    | 17,5 | 21   | 24   | 24   | 19,5 | 15,5 | 8,5  | 7,5  | 14,7  |
| Température maximale moyenne (°C) | 10   | 12   | 16   | 18    | 23   | 27   | 30   | 30   | 25   | 20   | 13   | 10   | 19,75 |
| dont pluie (mm)                   | 36,5 | 23,3 | 24,9 | 47,5  | 45,6 | 25,4 | 20,9 | 29,1 | 65,8 | 59,6 | 52,8 | 34   | 465,4 |

#### Le mistral
Le vent principal est le mistral, dont la vitesse peut aller au-delà des 110 km/h. Il souffle entre 120 et 160 jours par an, avec une vitesse de 90 km/h par rafale en moyenne. Le tableau suivant indique les différentes vitesses du mistral enregistrées par les stations d'Orange et Carpentras-Serres dans le sud de la vallée du Rhône et sa fréquence au cours de l'année 2006. La normale correspond à la moyenne des 53 dernières années pour les relevés météorologiques d'Orange et à celle des 42 dernières pour Carpentras.
Légende : « = » : idem à la normale ; « + » : supérieur à la normale ; « - » : inférieur à la normale.
|                                                      | Janvier | Février | Mars     | Avril   | Mai     | Juin     | Juillet | Août    | Septembre | Octobre | Novembre | Décembre |
| Vitesse maximale relevée sur le mois                 | 96 km/h | 97 km/h | 112 km/h | 97 km/h | 94 km/h | 100 km/h | 90 km/h | 90 km/h | 90 km/h   | 87 km/h | 91 km/h  | 118 km/h |
| Tendance : jours avec une vitesse > 16 m/s (58 km/h) | --      | +++     | ---      | ++++    | ++++    | =        | =       | ++++    | +         | ---     | =        | ++       |

## Urbanisme

### Typologie
Au 1er janvier 2024, Le Thor est catégorisée ceinture urbaine, selon la nouvelle grille communale de densité à sept niveaux définie par l'Insee en 2022.
Elle appartient à l'unité urbaine d'Avignon, une agglomération inter-régionale regroupant 59 communes, dont elle est une commune de la banlieue,,. Par ailleurs la commune fait partie de l'aire d'attraction d'Avignon, dont elle est une commune de la couronne,. Cette aire, qui regroupe 48 communes, est catégorisée dans les aires de 200 000 à moins de 700 000 habitants,.

### Occupation des sols
L'occupation des sols de la commune, telle qu'elle ressort de la base de données européenne d’occupation biophysique des sols Corine Land Cover (CLC), est marquée par l'importance des territoires agricoles (88 % en 2018), en diminution par rapport à 1990 (90,1 %). La répartition détaillée en 2018 est la suivante :
zones agricoles hétérogènes (57,1 %), cultures permanentes (27,2 %), zones urbanisées (9,3 %), terres arables (3,7 %), zones industrielles ou commerciales et réseaux de communication (1,4 %), milieux à végétation arbustive et/ou herbacée (1,3 %). L'évolution de l’occupation des sols de la commune et de ses infrastructures peut être observée sur les différentes représentations cartographiques du territoire : la carte de Cassini (XVIIIe siècle), la carte d'état-major (1820-1866) et les cartes ou photos aériennes de l'IGN pour la période actuelle (1950 à aujourd'hui).

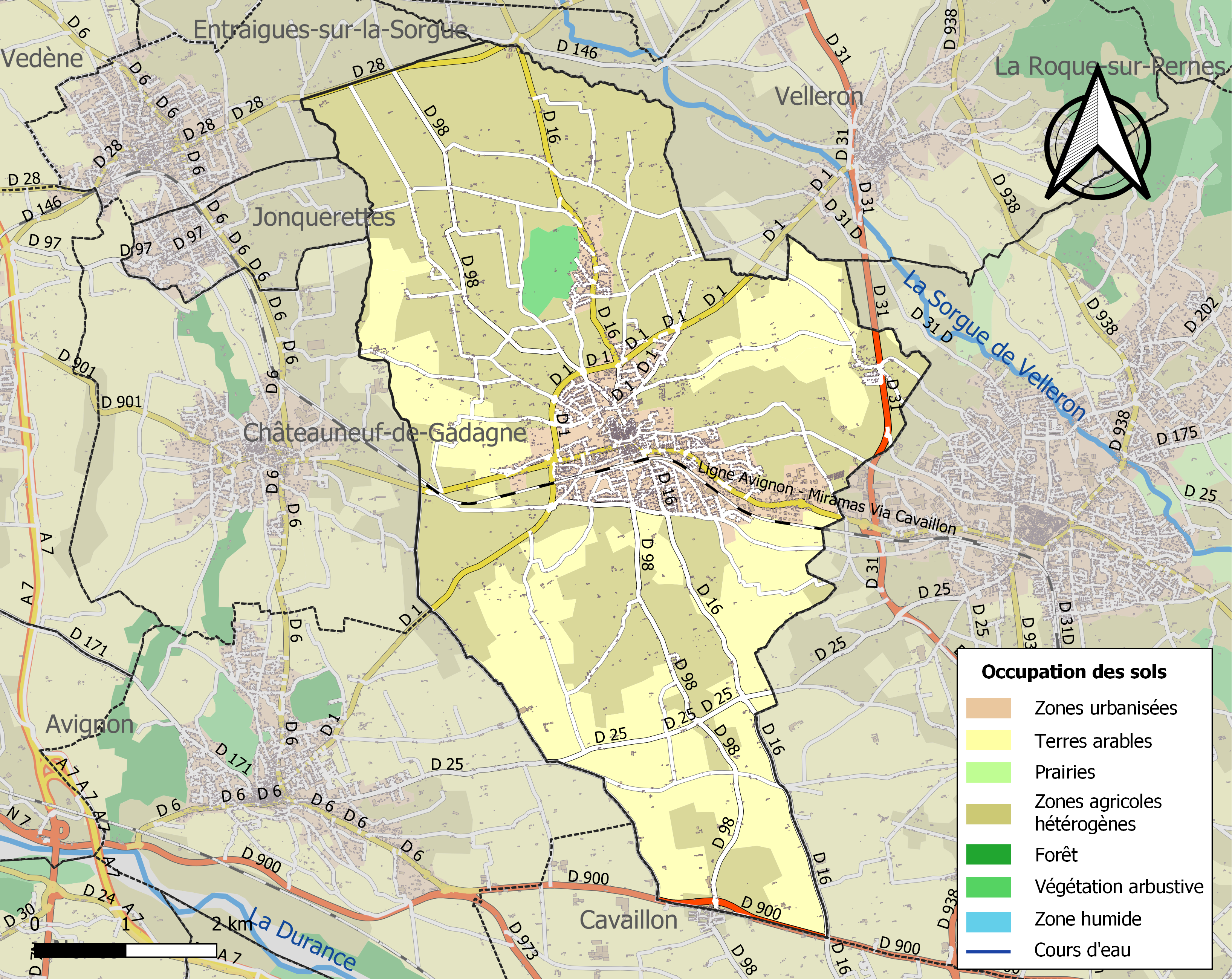
Carte des infrastructures et de l'occupation des sols de la commune en 2018 (CLC).

## Toponymie
Le nom de la cité est attesté sous les formes Torum en 1029, Castro de Toro en 1125, Thori en 1162, Castro de Thoro en 1171 et enfin Toro en 1253.
Les toponymistes, sur la base de ses sources anciennes proposent deux hypothèses principales. La première repose sur l’utilisation d'une racine pré-latine *tor ou latine torus ayant tous deux le sens d'« éminence » (cf. catalan turó « colline »), la seconde fait remonter ce type toponymique récurrent directement à l'occitan tòr, touor, touar « tertre, berge d'un fossé, bord gazonné d'un champ ».

## Histoire

### Préhistoire et antiquité
Le site du Mourre du Diable a permis d'exhumer les restes d'une sépulture néolithique sous tumulus avec un important mobilier funéraire. Une inscription dédicatoire gallo-romaine a été retrouvée, en réemploi, dans un des murs de la ferme Saint-Estève.

### Moyen Âge
Créée probablement vers le VIIe siècle, cette cité comtadine a gardé à ce jour quelques vestiges de son passé.
Le château du Thor et l'enceinte fortifiée ont été construits en plusieurs fois, début du XIIIe siècle puis fin du XIVe siècle.
L'abbaye Saint-André de Villeneuve-lès-Avignon y fut un important propriétaire :

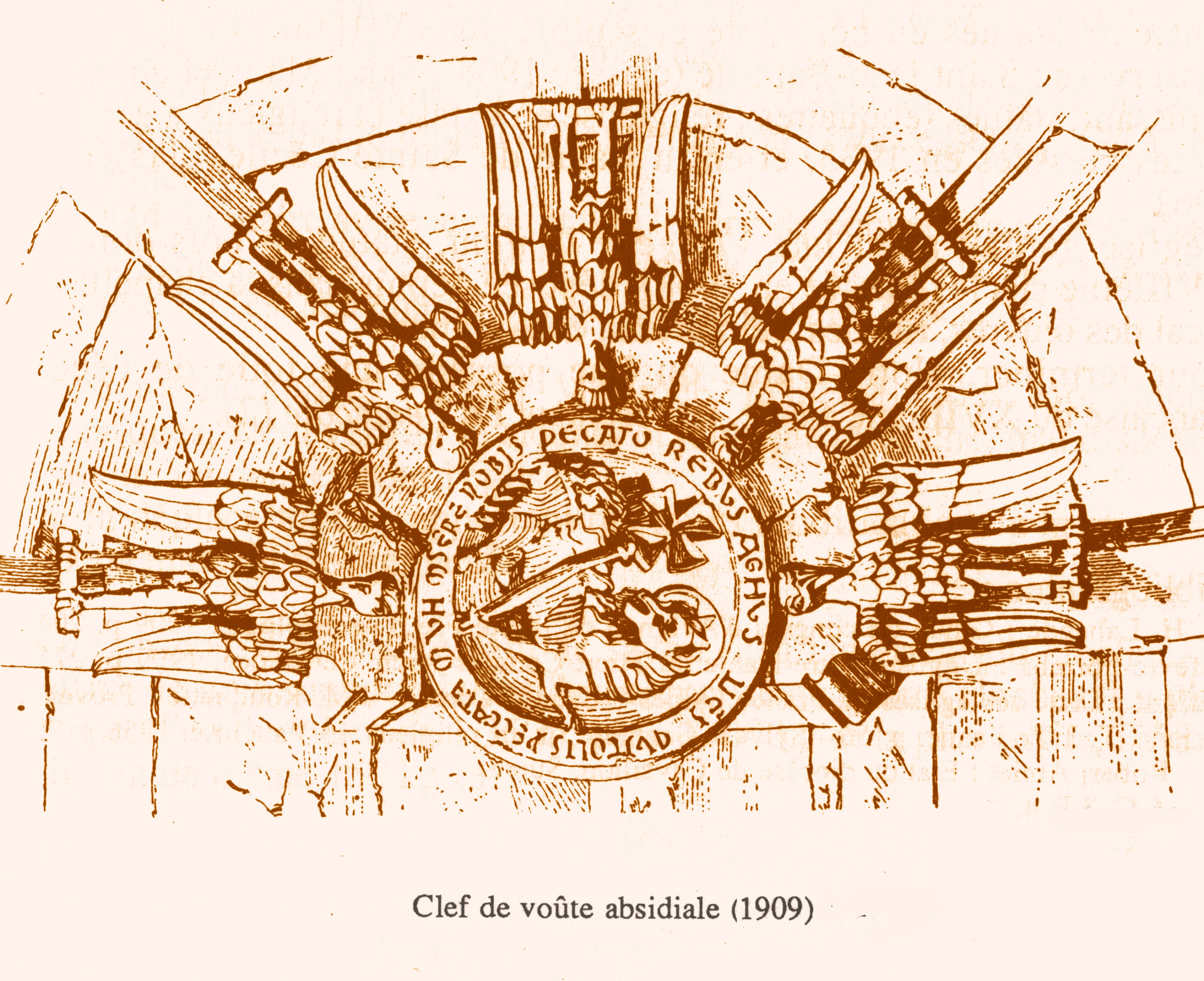
Clef de voute de l'abside de l'église Notre-Dame-du-Lac, relevé de 1909.

- l'église Sainte-Marie de Thouzon et la chapelle Saint-Pierre de Thouzon, du début du XIe au début du XIIIe siècle ;
- les églises Notre-Dame-du-Lac et Saint-Pierre de Toron au début du XIIIe siècle ;
- l'église Sancti Stephani de Alpiniaco, au XIIe siècle.

L’abbaye percevait les revenus de tous ces établissements.
Le droit de pêche étant libre dans les rivières publiques, c’est-à-dire navigables, comme le Rhône, la Durance et la Sorgue quand, en 1271, Giraud IV Amic, seigneur du Thor, fit dresser l'inventaire de ses droits, il avait trois pêcheries sur la Sorgue dont il se réservait la moitié des poissons.
Si le droit de pêche était libre, celui d'avoir des moulins, était plus restrictif. En 1404, Odon de Villars, lors de son acquisition du fief du Thor, se fit confirmer son monopole sur « les moulins tant à bled que foulons » et l'interdiction qu'avaient tous « autres d'en faire construire au même endroit » ou d'en dériver les eaux.
Charles IV, troisième fils de Philippe le Bel, après la mort de son frère Philippe, est couronné à Reims par l’archevêque Raymond de Courtenay, le 9 février 1322. Considérant que son Trésor est par trop vide, il n’hésite pas à poursuivre la politique de son père et fait expulser les juifs de France afin de récupérer leurs biens. Jean XXII trouve la mesure excellente et, pour ne pas être en reste, il fait de même avec les juifs d’Avignon et du Comtat Venaissin qui se réfugient en Dauphiné et en Savoie. Pour parfaire l’expulsion, le pape juge utile et nécessaire de faire jeter à bas la synagogue du Thor ainsi que celles de Bédarrides, Bollène, Carpentras, Malaucène, Monteux et Pernes. Ce fut la seconde expulsion des juifs du Comtat,. La première avait été décidée le 13 mars 1302, par Mathias de Chiéti – dit Matthieu de Chéate – recteur du Comtat Venaissin, qui les accusait de pratiquer l’usure.

### Renaissance
Un nouveau seigneur du Thor, Rostaing Cadard, qui possédait déjà le « Moulin Brun », se fit construire, en 1576, un nouveau moulin qui le jouxtait. Le même, le 17 février 1617, donna autorisation aux consuls du Thor pour :

« Dévier les eaux du Réal de Monclar et de la Sorgue du Trentain pour y faire croître les herbes au moyen desdites eaux. »

Un de ses successeurs, Vincens Cadard d'Ancézune (de la famille des seigneurs puis ducs de Caderousse), le 1er janvier 1639, fit publier un règlement de police qui notifiait, entre autres, cette règlementation :

« Il est interdit de vendre des poissons et écrevisses de la Sorgue à des étrangers tant qu'ils n'auront pas été exposés pendant une heure sur la place publique du Thor. »

### Période moderne

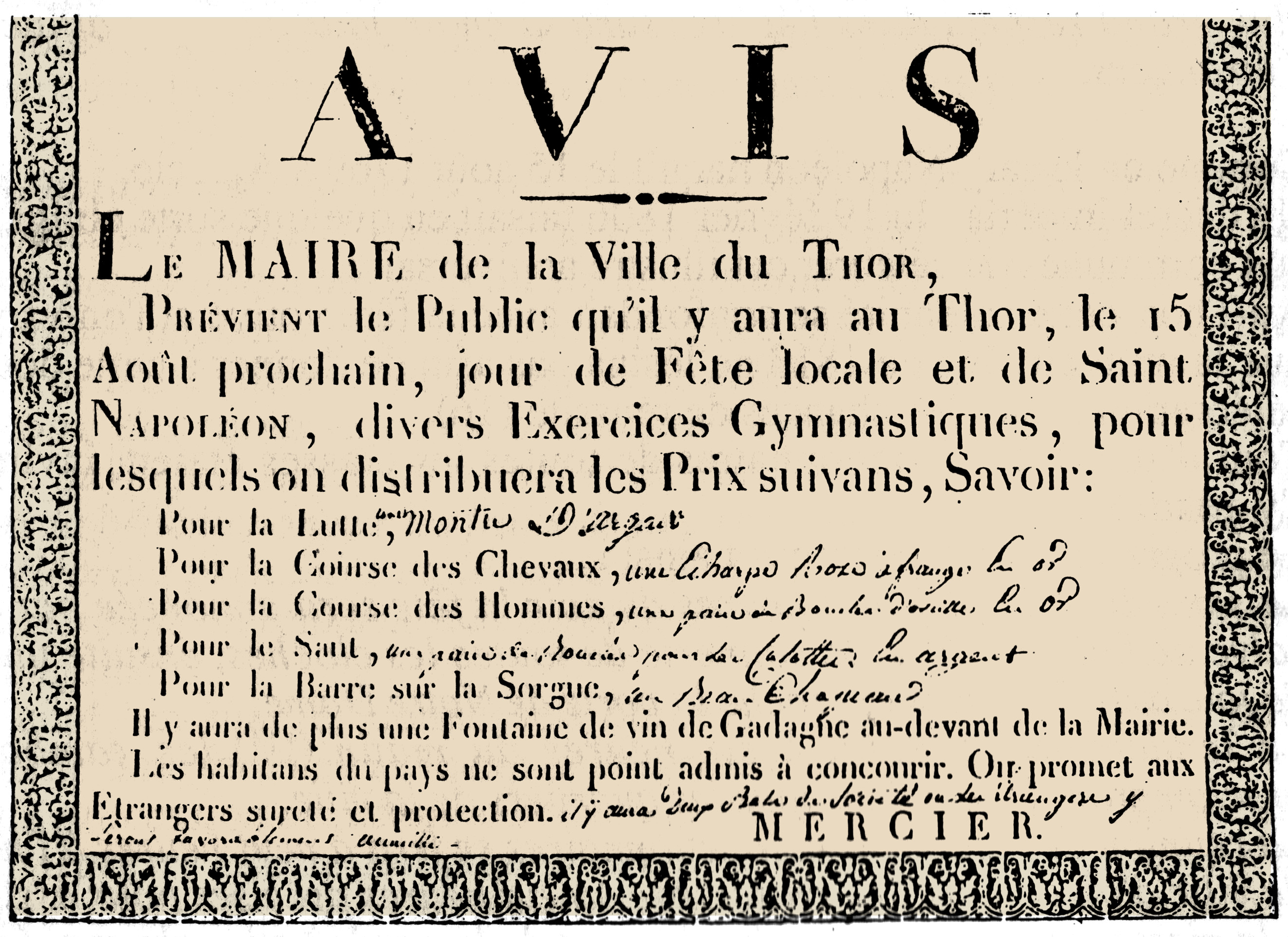
Fête de la Saint-Napoléon et fête votive, le 15 août 1806.

Le 12 août 1793 fut créé le département de Vaucluse, constitué des districts d'Avignon et de Carpentras, mais aussi de ceux d'Apt et d'Orange, qui appartenaient aux Bouches-du-Rhône, ainsi que du canton de Sault, qui appartenait aux Basses-Alpes.
L'industrie de la garance, au XIXe, eut un impact important sur l'économie de la commune. En 1839, on compte cinquante moulins à garance en Vaucluse, alors qu'il n'y avait que dix moulins sur la Sorgue en 1804. Le Vaucluse, certaines années, génèrera jusqu'à pratiquement 65 % de la garance au niveau mondial. À partir de 1860, plusieurs grandes crises (terres surexploitées, qualité moins bonne, etc.) touchent cette culture de plus en plus concurrencée par les progrès récents de la chimie. Il n'existe plus qu'un seul des cinquante moulins en 1880.

### Période contemporaine

#### Les stations uvales
Dans les dernières années de la Troisième République, Le Thor voit se créer des stations uvales à partir de 1931 précisément. Ces stations se forment dans les différents domaines viticoles de la commune. Il s'agissait à l'époque de réaliser des séjours touristiques classés comme tourisme de bien être, afin de consommer du raisin de table de variété chasselas.
Le succès de la consommation du raisin de table et de l'ouverture des stations uvales s'inscrit dans un contexte de développement absolu du rail (le transport de primeurs sur rail représente 95% du trafic) et par des zones de connexion (Le Thor possède une gare sur la ligne PLM). La culture du raisin de table couvre un espace assez large en réalité allant d'Althen les Paluds jusqu'à la Durance empiétant sur la commune de Cavaillon. La spéculation sur le raisin s'étend aussi ailleurs dans le département comme à Piolenc et à Sérignan qui exportent quelques dizaines de tonnes de raisins.
Toutefois, seul Le Thor se spécialise en monoculture de la vigne et les rendements sont considérables. Sur les 38 millions de kilos de raisins que le Vaucluse exporte en 1928, 20 millions de kilos proviennent directement du Thor. Tandis que connaissant les hauts prix du vin les paysans des coteaux de Mormoiron, du Ventoux et des monts de Vaucluse arrachaient leurs amandiers pour planter des plants hybrides et aramons, les propriétaires terriens de la Durance (connaissant les bienfaits des limons) greffaient sur plant américain des cépages renommés produisant des grappes magnifiques. Pour allonger la durée des vendanges qui normalement ont lieu du 10 août jusqu'en novembre, on plante en proportion voulue des cépages variés. Ainsi les variétés défilent : « Portugais bleus » au début du mois d'août, « Chasselas dorés » du 15 août jusqu'à début septembre, « Cinsaut » de fin août à fin septembre et pour finir de mi-septembre à novembre, le « Gros Vert ». Les marchés sont également alimentés par d'autres variétés comme le Servan, l'Œillade ou encore le Dattier de Beyrouth.
Le moyen le plus simple de lutter contre la surproduction est d'en développer la consommation. Grâce à de nombreuses campagnes publicitaires on démontre à partir de l'opinion de médecins éminents, les vertus hygiéniques du raisin. On conseille la pratique de cure uvales de minimum 30 jours à maximum six semaines. La difficulté d'avoir sous la main du raisin mûr pendant 30 jours a permis d'annuler les projets d'aménagements de stations uvales en Bourgogne et de les créer dans la région du Thor. De plus, les patients (ou clients) profitent ainsi des conditions naturelles et de l'ensoleillement de la région.
Les stations uvales étaient réservées à une clientèle aisée, on y « prenait le raisin » comme on prenait les eaux dans les cures thermales. L'un des établissements phares de ces stations uvales du Thor était l'Hôtel Restaurant du Chasselas qui fut à partir des années 70 divisé en appartements. Cette culture du raisin a eu un tel succès que le ministère de l'agriculture a produit en 1936, un documentaire muet sur le raisin et le phénomène des stations uvales, il est visible dans les archives de l'Institut national de l'audiovisuel.
Bien que la mode des stations uvales ait été abandonné après la Seconde Guerre Mondiale, la commune du Thor organise encore aujourd'hui des journées thématiques « Les raisins de la Culture » en en faisant un produit patrimonial.

#### La Seconde Guerre mondiale
La Seconde Guerre mondiale et l'occupation nazi-fasciste ont particulièrement marqué l'histoire de la commune. La première occupation commença le 20 novembre 1942 avec des unités italiennes de la division alpine Pusteria, qui furent ensuite remplacées, le 6 février 1943 par celles de la Luftwaffe et complétées ensuite par une compagnie d'infanterie de l'air, le 1er juin 1943 et une unité de transport, le 24 novembre 1943. Cette présence massive amena réquisitions et expulsions de terres pour construire un terrain d'aviation. En représailles, il y eut deux bombardements alliés le 15 janvier puis le 18 août 1944 et de nombreux sabotages de la part de la Résistance de janvier à mai 1944.

### Héraldique
| Blason du Thor | Les armes peuvent se blasonner ainsi : D'azur au taureau d'or, accompagné au premier canton d'une étoile du même. Devise : Taurum Stella Ducit (l'étoile conduit le taureau). |

## Politique et administration
La commune fait partie de l'aire urbaine de L'Isle-sur-la-Sorgue.

### Tendances politiques et résultats
Résultats Élections municipales de 2001 dans le Vaucluse : Premier Tour et Second Tour.

Résultats Élections municipales de 2008 pour Le Thor.

### Liste des maires
| Période      | Période   | Identité            | Étiquette    | Qualité |
| ------------ | --------- | ------------------- | ------------ | --- |
| octobre 1947 | mars 1959 | Mercédès Barre      | URIC         | |
| mars 1959    | mars 1977 | Alphonse Begou      | URIC         | |
| mars 1977    | mars 1989 | Gaston Manuel       | URIC         | |
| mars 1989    | mars 2008 | Germain Giraud      | UDF puis UMP | Dirigeant d'entreprise 1er vice-président de la CC Pays des Sorgues Monts de Vaucluse (2002 → 2008)                      |
| mars 2008    | mars 2014 | Jacques Olivier     | LV puis EÉLV | Retraité du secteur bancaire Conseiller régional de Provence-Alpes-Côte d’Azur (2004 → 2015)                             |
| mars 2014    | En cours  | Yves Bayon de Noyer | SE-DVD       | Chef d'entreprise 2e vice-président de la CC Pays des Sorgues Monts de Vaucluse (2014 → ) Réélu pour le mandat 2020-2026 |

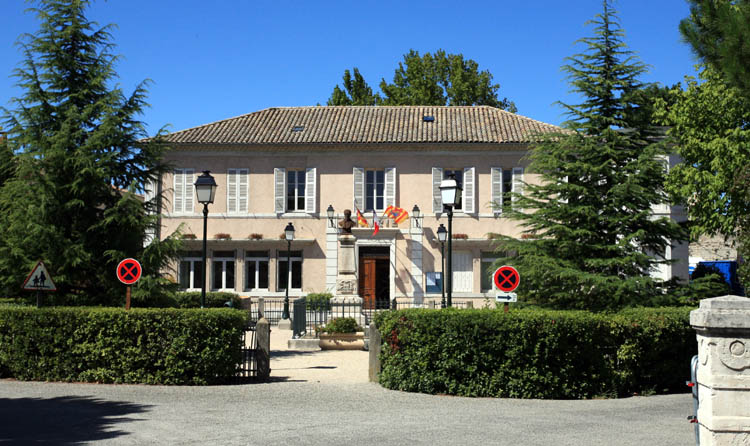
La mairie.

Le Thor appartenait aux États pontificaux et a été créée comme municipalité du département des Bouches-du-Rhône en 1792 puis chef-lieu de canton dans le district d'Avignon et le département de Vaucluse en 1793. En 1801, Le Thor a cessé d'être chef-lieu de canton pour appartenir au canton de L'Isle devenu en 1890 L'Isle-sur-la-Sorgue.

## Jumelages
| Le Thor Altkirch |

- Altkirch (France) depuis 1991.
- Lloret de Mar (Espagne) depuis 2007.

## Démographie
L'évolution du nombre d'habitants est connue à travers les recensements de la population effectués dans la commune depuis 1793. Pour les communes de moins de 10 000 habitants, une enquête de recensement portant sur toute la population est réalisée tous les cinq ans, les populations de référence des années intermédiaires étant quant à elles estimées par interpolation ou extrapolation. Pour la commune, le premier recensement exhaustif entrant dans le cadre du nouveau dispositif a été réalisé en 2005.

En 2022, la commune comptait 8 887 habitants, en évolution de −0,95 % par rapport à 2016 (Vaucluse : +1,73 %, France hors Mayotte : +2,11 %).
| 1793  | 1800  | 1806  | 1821  | 1831  | 1836  | 1841  | 1846  | 1851  |
| ----- | ----- | ----- | ----- | ----- | ----- | ----- | ----- | ----- |
| 1 800 | 1 770 | 1 858 | 2 389 | 2 869 | 3 233 | 3 320 | 3 881 | 3 869 |

| 1856  | 1861  | 1866  | 1872  | 1876  | 1881  | 1886  | 1891  | 1896  |
| ----- | ----- | ----- | ----- | ----- | ----- | ----- | ----- | ----- |
| 4 065 | 4 162 | 3 833 | 3 678 | 3 439 | 3 124 | 3 054 | 2 861 | 2 640 |

| 1901  | 1906  | 1911  | 1921  | 1926  | 1931  | 1936  | 1946  | 1954  |
| ----- | ----- | ----- | ----- | ----- | ----- | ----- | ----- | ----- |
| 2 739 | 2 645 | 2 662 | 2 563 | 2 705 | 2 959 | 2 858 | 2 848 | 2 887 |

| 1962  | 1968  | 1975  | 1982  | 1990  | 1999  | 2005  | 2006  | 2010  |
| ----- | ----- | ----- | ----- | ----- | ----- | ----- | ----- | ----- |
| 3 186 | 3 470 | 4 003 | 5 023 | 5 941 | 6 619 | 7 508 | 7 675 | 8 281 |

| 2015  | 2020  | 2022  | - | - | - | - | - | - |
| ----- | ----- | ----- | - | - | - | - | - | - |
| 8 879 | 8 883 | 8 887 | - | - | - | - | - | - |

## Économie

### Revenus de la population et fiscalité
En 2010, le revenu fiscal médian par ménage était de 31 192 €, ce qui plaçait Le Thor au 12 030e rang parmi les 31 525 communes de plus de 39 ménages en métropole.
En 2012, la part des foyers fiscaux imposables de la commune était de 65,7 %.

### Emploi
Le taux de chômage, en 2013, pour la commune s'élève à 12,9 %, chiffre nettement inférieur à la moyenne du département (16,4 %).

### Entreprises et commerces

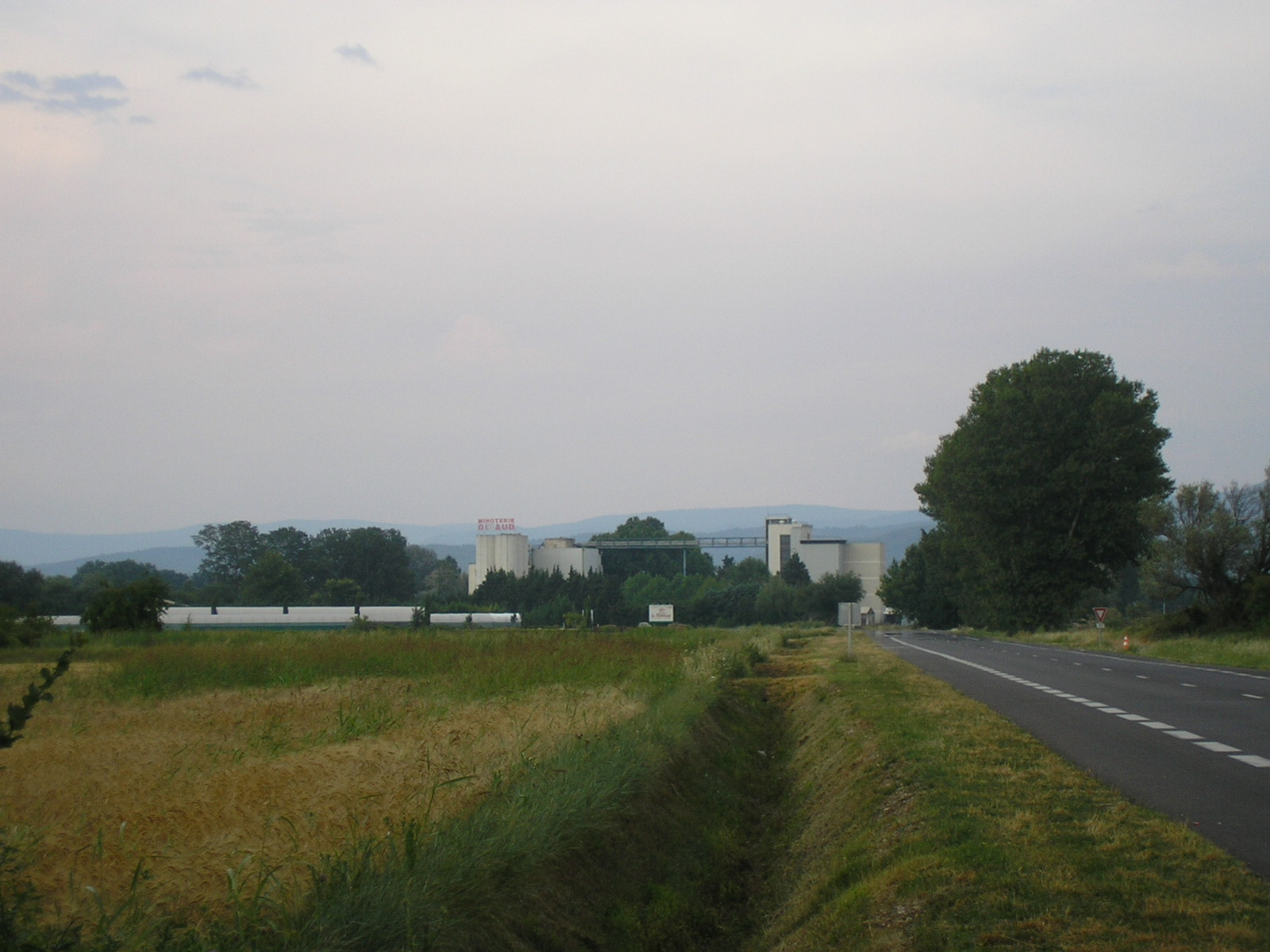
Une minoterie du Thor.

Environ 32 % des entreprises de la commune sont des commerces. Viennent ensuite les entreprises en rapport avec les métiers de la construction (+/- 16,5 %), les sociétés de services aux particuliers (+/-13 %) puis aux entreprises (+/- 11 %) et celles touchant les activités d'éducation, santé et action sociale (+/- 11 %). Les différentes industries regroupées représentent moins de 12 %.
Les deux principales entreprises sont « Générale des farines » et « Ecotherm international ».

### Agriculture
L'agriculture de la commune du Thor consiste en des cultures maraichères et fruitières, facilitées par la qualité du sol et l'abondance de l'eau. Une partie de cette production est labellisée en agriculture biologique. Une production très spécialisée y a vu le jour depuis un siècle et demi. C'est la production de graines de semence. Les plus grandes maisons de vente travaillent contractuellement avec des agriculteurs qui leur fournissent à la demande les semences nécessaires.
Une partie de son vignoble est classée en AOC Côtes du Rhône et Coteaux d'Avignon.
La commune du Thor se veut un territoire sans OGM depuis une délibération municipale et un arrêté du 20 mai 2008. Pour la première fois en France, une telle décision a été validée en justice (sur la base du principe de précaution désormais inscrit dans la constitution) sans que le ministère de l'agriculture fasse appel.

### Tourisme
Avec sa proximité d'Avignon et de son riche patrimoine, du Luberon, des Alpilles, la présence de la Sorgue, etc. le tourisme occupe directement (hôtellerie, camping, gîtes, restauration, loisirs, etc.) ou indirectement (artisanat, etc.) une place importante dans l'économie de la commune.

## Vie locale

### Enseignement
La commune dispose de quatre groupes scolaires avec une capacité totale de 850 enfants, ainsi que d'une crèche et d'un collège, le collège du Pays des Sorgues.
- L'école maternelle La Garance
- L'école élémentaire La Passerelle
- L'école maternelle Les Jardins
- L'école élémentaire Les Jardins
- L'école maternelle La Calade
- L'école élémentaire La Calade

Il existe également un collège, le collège du Pays-des-Sorgues.
Il existe un service de cantine et de transport scolaire.
Les lycées se situent sur L'Isle-sur-la-Sorgue (lycée Alphonse-Benoit) ou Avignon et l'université sur Avignon.
Le Thor dispose par ailleurs d'une école départementale de musique et danse associée au conservatoire à rayonnement régional du Grand Avignon.

### Sports
La commune dispose de deux stades (les stades Roger-Faury et Bourdis), quatre courts de tennis, un complexe omnisports et plusieurs locaux associatifs ainsi que de 2 courts de tennis abrités mis en service fin mars 2021.
Le club de football, l'Union Sportive Thoroise, a été fondé en 2006 par la fusion des deux clubs présents dans la ville : l'Étoile Sportive et l'Association Sportive. Plus de 250 licenciés, répartis dans 15 équipes dont deux féminines (Seniors à 11 et 13/16 ans) s'entrainent au stade du Bourdis et au stade Roger-Faury, qu'ils partagent avec le club de rugby à XIII et l'AJ Thoroise. En novembre 2007, l'école a obtenu la labellisation de la FFF pour la qualité de son accueil. Les couleurs du club sont jaune et vert.

### Santé
Pharmacies, médecins, vétérinaires et laboratoires d'analyses médicales se trouvent dans la commune. Les hôpitaux les plus proches sont sur L'Isle-sur-la-Sorgue, Cavaillon et Avignon.

### Cultes

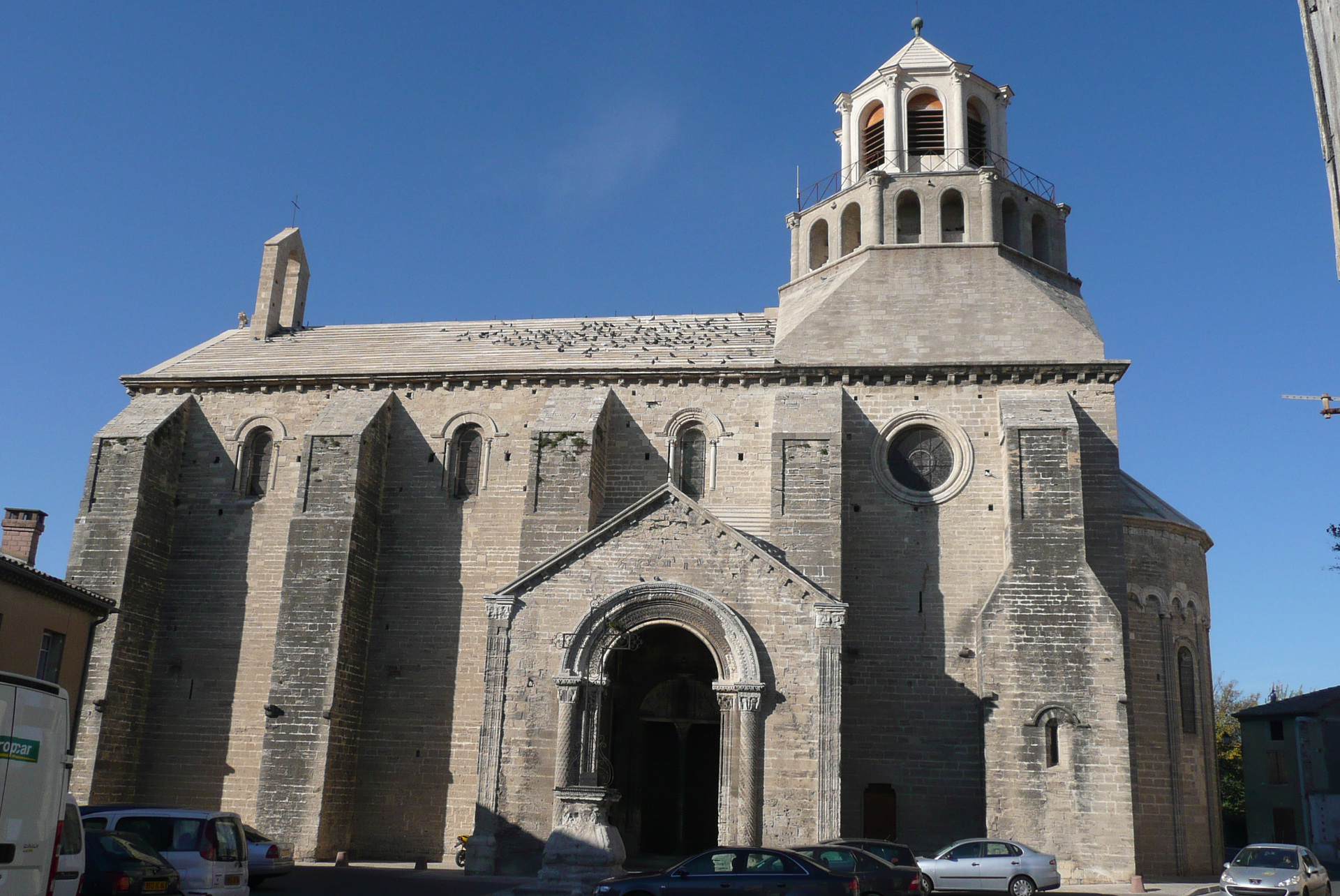
L'église paroissiale.

Messes à l'église paroissiale Notre-Dame-du-Lac.

### Écologie et recyclage
Depuis le 28 décembre 2001, la collecte et traitement des déchets des ménages et déchets assimilés et protection et mise en valeur de l'environnement se fait dans le cadre de la communauté de communes du Pays des Sorgues et des Monts de Vaucluse.

## Lieux et monuments[55]
Le château du Thor et l'enceinte fortifiée qui datent du Moyen Âge ont été inscrits monument historiques par arrêté du 31 octobre 1996, ainsi que les anciennes dépendances, ferme, écuries et greniers, les cours et le parc. Le grand escalier est daté de 1629. Les bâtiments ont été rénovés au XVIIIe siècle.
L'église paroissiale Notre-Dame-du-Lac date de la fin du XIIe siècle. De construction romane, sa nef est néanmoins pourvue de voûtes gothiques. À la suite de problèmes de financement lors de la construction, le clocher fut terminé plusieurs siècles après le reste du bâtiment : en conséquence, il est notoirement trop petit par rapport à la taille de l'édifice. Elle a été classée monument historique en 1840.
Église Sainte-Marie de Thouzon. L'édifice a été inscrit au titre des monuments historiques en 1987.
La porte de l'Horloge est inscrite monument historique par arrêté du 11 octobre 1929.
La porte Notre-Dame, du XIXe siècle, avec un beffroi à élégant campanile bulbé.
Le château de Thouzon, ancien monastère fortifié du XIe siècle sur la colline de Thouzon. Les vestiges des bâtiments et les anciennes chapelles Saint-Pierre et Sainte-Marie ont été inscrits monument historique par arrêté du 18 juin 1987.
Les grottes de Thouzon (à 1,5 km au nord du village), grottes souterraines naturelles remontant à la période géologique du Crétacé.
L'auditorium de Vaucluse Jean Moulin, salle de spectacle créée par le Conseil général de Vaucluse.

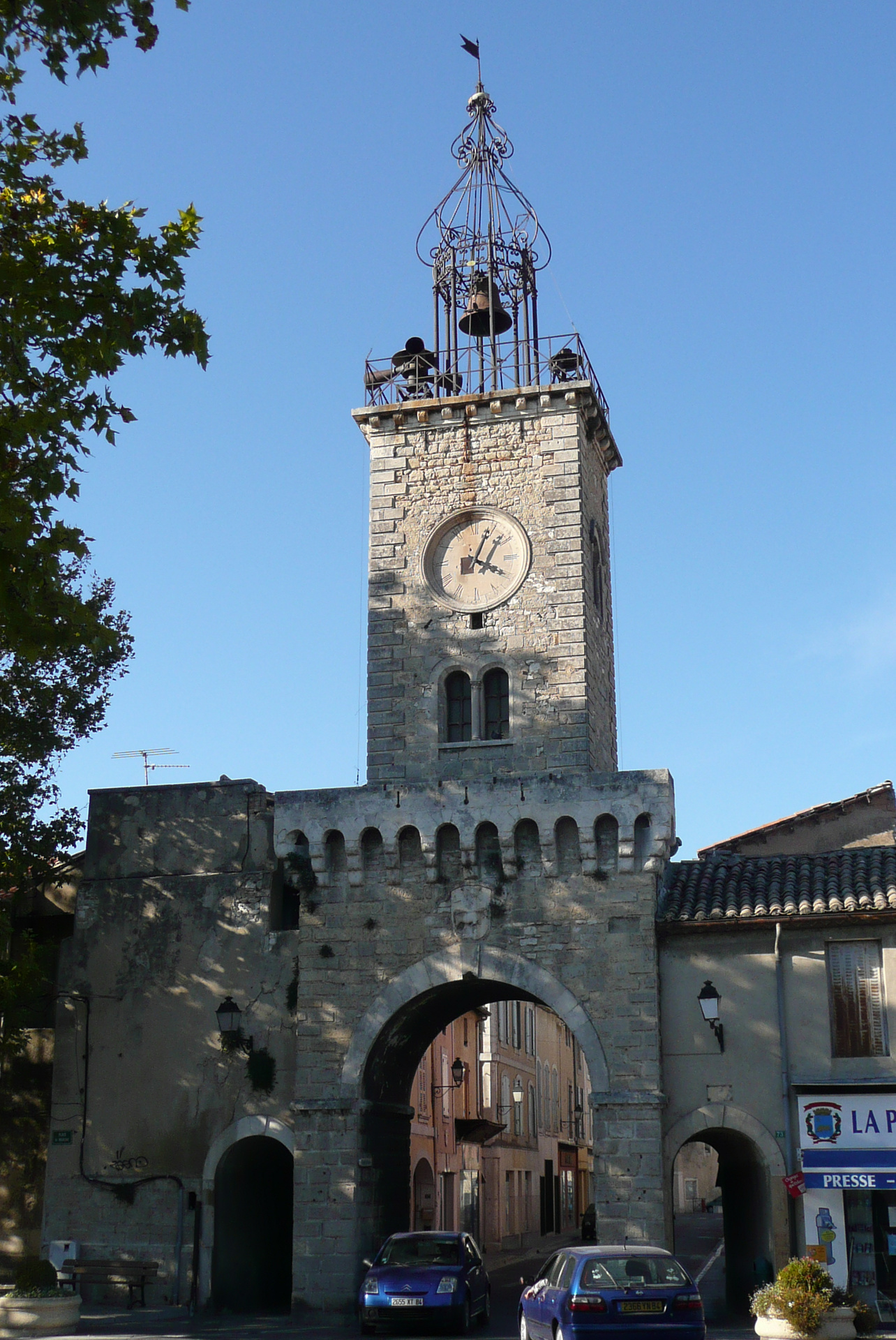
Porte de la ville et campanile.
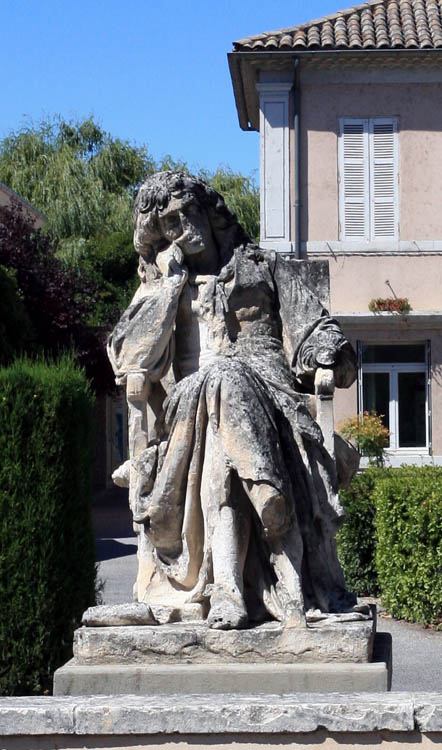
La statue de Molière qui ornait la façade de l'opéra d'Avignon.
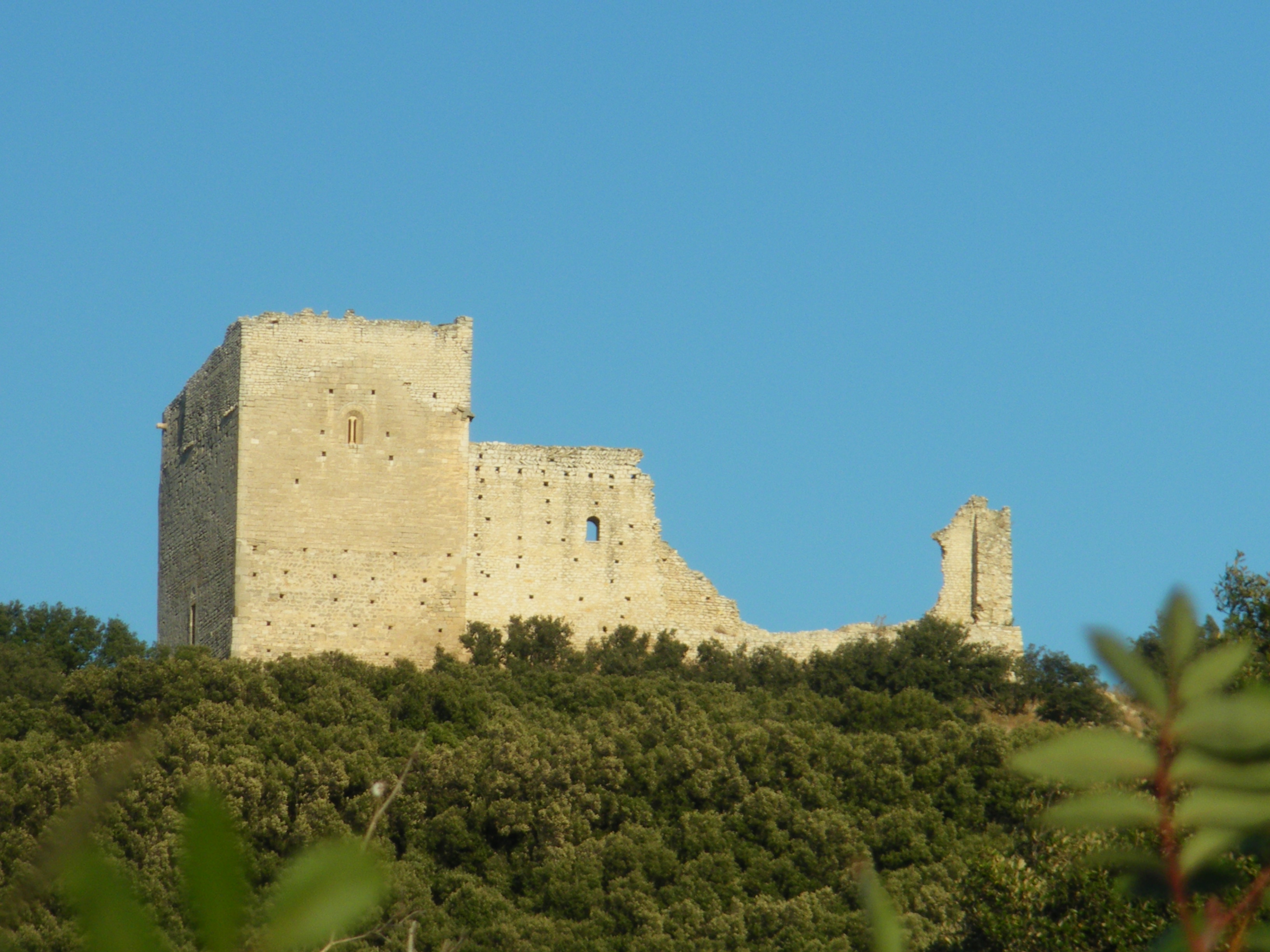
Colline du Thouzon.
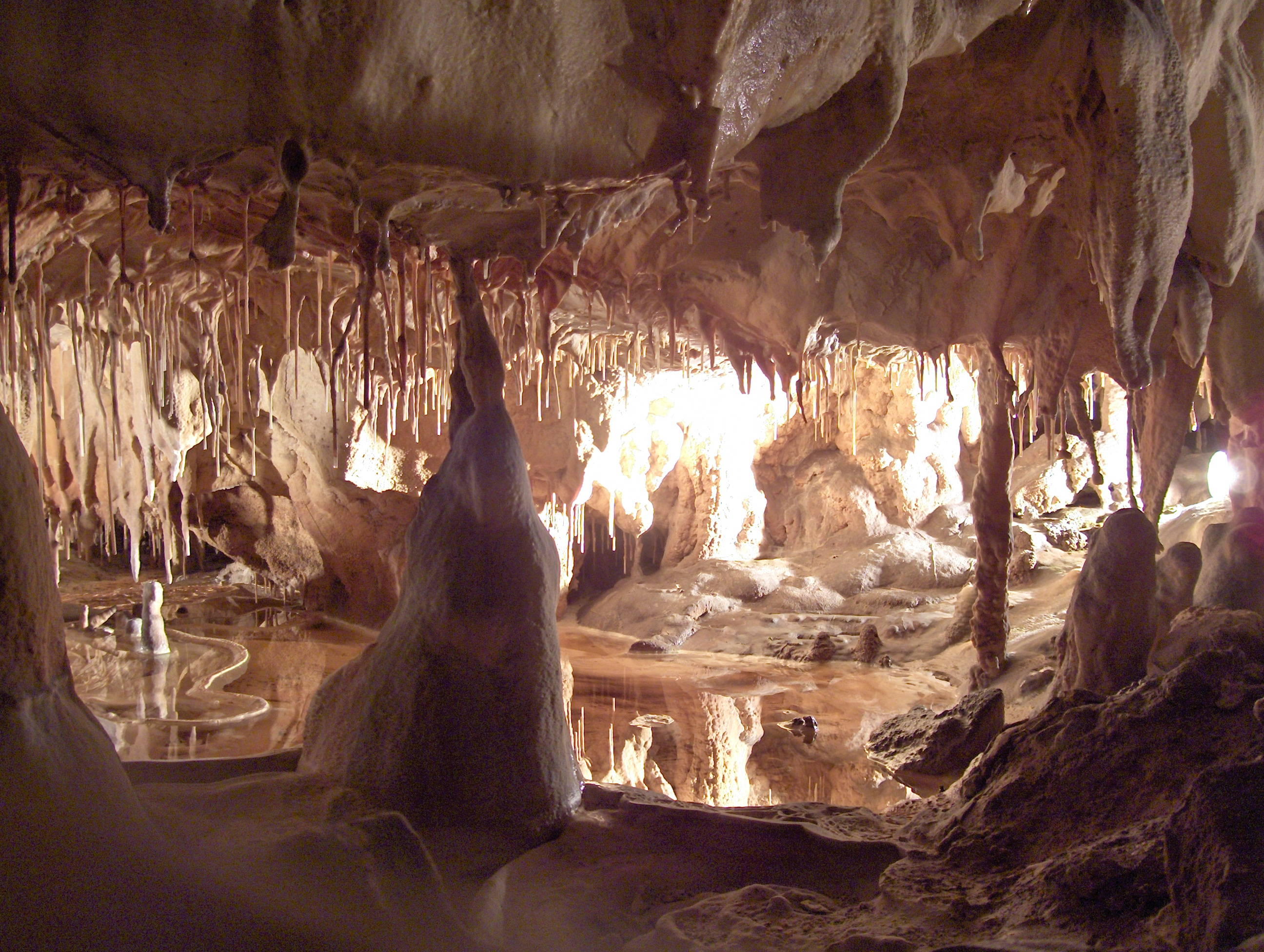
Intérieur des grottes de Thouzon.

## Personnalités liées à la commune
- Père Antoine le Quieu, dominicain (1601-1676) réformateur de l'ordre et fondateur de la congrégation réformée du Saint-Sacrement de l'ordre des Frères prêcheurs qui se donnait pour missions de convertir les protestants et d'évangéliser les campagnes. Il se rendit par trois fois à Rome pour demander l'autorisation au Pape de réformer l’ordre vers une plus grande pauvreté et fonda trois maisons : Lagnes, Marseille et au Thor où il résida. Établi en 1637, le couvent du Thor, comme les autres fondations du Père Le Quieu regroupe quelques frères chargés d'évangéliser les campagnes. C'est le lieu privilégié dont le Père Le Quieu fera le centre de ses missions religieuses. Lorsqu'il est fermé en 1792, un seul religieux, le P. Mazet, y résidait encore.
- Emmanuel Marie Pierre de Gramont (1783-1841), 6e duc de Caderousse, marquis de Vachères et de Codolet, baron du Thor, maréchal de camp, membre de la Chambre des pairs sous la monarchie de Juillet.
- Docteur Joseph Frédéric Seigle (1824-1890), initiateur de la culture du raisin chasselas qui fit de la commune la capitale mondiale du raisin de table.
- Félix Devaux (1873-1921), sculpteur et architecte né au Thor.
- Paul Tarascon (1882-1977), né au Thor, aviateur français, as de la Première Guerre mondiale.
- Paul Fiolle (1887-1916), médecin et romancier. Son nom est inscrit au Panthéon parmi les 560 écrivains morts au combat pendant la Première Guerre mondiale et sur le monument aux morts du Thor.
- Jean Garcin (1917-2006), dit le commandant Bayard pendant la Résistance, conseiller général puis président du conseil général de Vaucluse[59].
- Pierre Salinger (1925-2004), journaliste et homme politique américain. Il a été porte-parole du président John F. Kennedy, et sénateur honoraire des États-Unis. Son épouse, qui réside toujours au Thor, est à l'origine de la création d'un petit musée en mémoire de Pierre Salinger, notamment sur sa carrière dans l'administration Kennedy[60]. On peut y voir ses albums photos de l'époque Kennedy.
- Sur l'invitation de René Char, Martin Heidegger se rend l'été 1966 au Thor, pour donner son premier séminaire.